# Piesenhausener Hochalm
Die Piesenhausener Hochalm (auch: Naderalm oder Hoch-Alpe) ist eine Alm in Grassau.

## Bauten
Der Kaser der Piesenhausener Hochalm wurde 1993 neu errichtet. Das aus Stein erbaute Gebäude ist im Giebeldreieck mit Holz verbrettert. Der Eingang befindet sich an der östlichen Giebelseite. An zwei Seiten des Gebäudes befindet sich eine geräumige Terrasse, die mit einem Stangenzaun eingegrenzt ist. Der Kuhstall hat 30 Anbindeplätze.
Die Grassauer Hütte ist eine ehemalige Alpenvereinshütte mit Platz für 30 Personen, die jedoch nicht mehr bewirtschaftet wird. Die Hütte ist ebenfalls aus Stein erbaut, leicht verputzt und geschlämmt und ab dem Kniestock verbrettert. Der Stein- und Grashof ist mit Brettern und Stangen eingezäunt.

## Heutige Nutzung
Die Piesenhausener Hochalm ist bestoßen und bewirtet.

## Lage
Die Piesenhausener Hochalm ist die südlichste Alm der Grassauer Almen. Sie befindet sich an der Gemeindegrenze zu Schleching westlich der Hochplatte auf einer Höhe von 1360 m ü. NN. Über die gut ausgebaute – für den öffentlichen Verkehr gesperrte – Forststraße ist die Hochalm nicht nur für Wanderer, sondern auch für Mountainbikefahrer gut erreichbar.